# 布拉希夫
50°52′23″N 30°57′49″E / 50.87306°N 30.96361°E
布拉希夫（烏克蘭語：Булахів）是位於烏克蘭北部切爾尼希夫州裏切爾尼希夫區的村莊，始建於1600年，面積3.07平方公里，海拔高度116米，2020年人口360，人口密度每平方公里193.88人。